# Kleines Bruch und Düsteres Bruch
Kleines Bruch und Düsteres Bruch ist ein Naturschutzgebiet im Gebiet der niedersächsischen Stadt Holzminden und im gemeindefreien Gebiet Boffzen im Landkreis Holzminden.
Das Naturschutzgebiet mit dem Kennzeichen NSG HA 187 ist 51 Hektar groß. Es liegt im Solling zwischen Neuhaus im Solling und Boffzen innerhalb des Naturparks Solling-Vogler. Sein westlicher Teil, der „Kleine Bruch“, liegt im gemeindefreien Gebiet Boffzen, sein östlicher Teil, der „Düstere Bruch“, im Gemeindegebiet von Holzminden.
Das Gebiet wird von einem Birkenbruchwald auf einer bis zu einem Meter starken, entwässerten Torfauflage geprägt, der in den umgebenden Buchenwald mit ausgedehnten Adlerfarnbeständen übergeht. Teilbereiche sind auch mit nicht standorttypischen Fichten bestanden. Diese sollen in natürlich vorkommende Laubwaldgesellschaften umgewandelt werden.
In der Moosschicht sind Torfmoose zu finden, die Strauchschicht wird von Heidelbeere, Grau-Segge und Pfeifengras charakterisiert. Daneben weisen von Binsen geprägte Bereiche auf Quellaustritte im Torfkörper hin.
Im Waldgebiet zwischen Neuhaus im Solling und Boffzen wurden an mehreren Stellen Teiche angelegt. Im Kleinen Bruch befinden sich mehrere dieser Kleingewässer, die sich inzwischen naturnah entwickelt haben, im Naturschutzgebiet. Weiterhin ist hier eine Wildwiese zu finden, die sich, wie auch die Kleingewässer, eigenständig entwickeln soll. Das Gebiet wird über die Rottmünde westwärts zur Weser entwässert. 
Seit dem 23. Juli 1998 steht das Gebiet unter Naturschutz. Zuständige untere Naturschutzbehörde ist der Landkreis Holzminden.